# Mikio Sato
Mikio Sato (japonès: 佐藤幹夫)  (Tòquio, 18 d'abril de 1928 - Kyoto, 9 de gener de 2023) va ser un matemàtic japonès.

## Vida i Obra
Malgrat les pèssimes condicions de vida que va patir a l'adolescència per la Guerra del Pacífic, va aconseguir ingressar a la universitat de Tòquio el 1948 per graduar-se en matemàtiques el 1952. A continuació va ser professor de secundària, mentre continuava estudiant per si mateix física i matemàtiques. Des de 1958 fins a 1960 va ser professor ajudant a la universitat de Tòquio. El seu tutor, Shokichi Iyanaga, en veure l'originalitat dels seus treballs, els va enviar a André Weil, qui el va invitar dos anys a l'Institut d'Estudis Avançats de Princeton. En retornar, va obtenir el doctorat el 1963 i va ser professor de la universitat d'Osaka i, a partir de 1970, de la de Kyoto, fins que es va retirar el 1991. També va ser professor visitant a la Universitat de Colúmbia el període 1964-1966.
En el camp de les matemàtiques, Sato és recordat per haver inventat l'anàlisi algebraica i per haver introduït el concepte d'hiperfunció, motius pels quals va rebre el Premi Wolf en Matemàtiques. Amb aquestes idees, també va fer notables aportacions en el camp de la física matemàtica: en la teoria quàntica de camps holonòmica, en el model Ising, en les equacions dels solitons i en les matrius aleatòries.